# غايزكا غاريتانو
غايزكا غاريتانو أغويري (بالإسبانية: Gaizka Garitano Aguirre)‏ هو لاعب كرة قدم إسباني سابق ومدرب حالياً ولد في يوم 9 يوليو 1975 في مدينة بلباو في إسبانيا، سبق له اللعب مع أندية اتلتيك بيلباو ونادي إيبار ونادي ليدا و نادي أورينسه و ريال سوسيداد وألافيس، وفي سنة 2009 بدأ بالتدريب وقد درب أندية إيبار و بلد الوليد وحالياً يدرب نادي ديبورتيفو لاكورونيا.

## روابط خارجية
- غايزكا غاريتانو على موقع قاعدة بيانات كرة القدم.إي يو (الإنجليزية)
- غايزكا غاريتانو على موقع عالم كرة القدم.نت (الإنجليزية)